# BENNY K
もしかして
- BENNIE K

ではありませんか？